# Das Rätsel (Film)
Das Rätsel ist ein französischer Thriller aus dem Jahr 2019. Regie führte Régis Roinsard. Der Kinostart in Deutschland erfolgte am 1. Juni 2023.

## Handlung
Die Veröffentlichung des letzten Teils der weltweit erfolgreichen Buch-Trilogie Dedalus steht kurz bevor. Um einen reibungslosen Start ohne Datenleck oder Spoiler zu gewährleisten, soll die Übersetzung des Buches in völliger Abschottung und unter strengen Sicherheitsvorkehrungen erfolgen. Die neun Übersetzer werden daher in einen Bunker gebracht, um dort das Buch in ihre jeweilige Sprache zu übersetzen. Da die Identität des Erfolgsautors Oscar Brach selbst unbekannt ist, wird das Übersetzungsprojekt von seinem Verleger Éric Angstrom geleitet und durchgeführt. Die Übersetzer erhalten täglich nur kleine Abschnitte des geheimen Buches, die nach und nach übersetzt werden sollen. Bereits nach einigen Tagen werden allerdings die ersten zehn Seiten von einem Unbekannten im Internet veröffentlicht. Zusätzlich erhält Angstrom ein Erpresserschreiben mit einer Forderung über mehrere Millionen Euro, um die Veröffentlichung weiterer Seiten zu verhindern. Daraufhin setzt Angstrom die Übersetzer immer weiter unter Druck und terrorisiert sie, in der Hoffnung, den Erpresser so identifizieren zu können. Dies führt zu immer größerem Misstrauen innerhalb der Gruppe und schließlich zum Selbstmord der dänischen Übersetzerin Tuxen.
Währenddessen erfährt der Zuschauer durch Rückblenden vom Plan des englischen Übersetzers, Alex Goodman, das Manuskript zu stehlen. Dazu verbündet er sich mit einigen seiner Übersetzer-Kollegen und scheint das Buch bereits vor Start des Übersetzungsprojekts von Angstrom entwendet und kopiert zu haben.
Als immer weitere Buchseiten veröffentlicht werden eskaliert die Situation im Bunker zunehmend und als Angstrom auf Goodman und die russische Übersetzerin schießt wenden sich auch die zuvor loyalen Sicherheitskräfte gegen den Verleger, welcher daraufhin festgenommen wird. Goodman besucht den Gefangenen einige Zeit später und offenbart ihm seine Identität als Oscar Brach. Aus Protest gegen Angstroms Methoden und Geldgier hat sich der Erfolgsautor selbst unter die Übersetzer gemischt, um Angstrom bloßzustellen. Während dieses Gesprächs verrät Angstrom schließlich auch aus Versehen, dass er Goodmans Vater getötet hat.
Aufgrund des Geständnisses und der sonstigen Geschehnisse verbleibt Angstrom im Gefängnis. Goodmans wahre Identität bleibt damit gesichert und der Mord an seinem Vater ist gerächt.

## Trivia
Der Film wurde inspiriert von den realen Geschehnissen rund um die Veröffentlichung des Dan-Brown-Bestsellers Inferno. Aus Angst vor Datenlecks arbeiteten hier ebenfalls elf Übersetzer unter strengen Sicherheitsvorkehrungen und unter weitgehender Abschottung von der Öffentlichkeit an den jeweiligen Übersetzungen.

## Kritik
Das Lexikon des internationalen Films urteilte, dem Film fehlten eine „stringente[...] Dramaturgie und konturierte[...] Figuren“, es gelangten der Produktion „effektive Momente“. Die Inszenierung sei „elegant“, die Konzeption „originell“.